# Zorg en Zekerheid Leiden in het seizoen 2018-19
Het seizoen 2022-2023 van Zorg en Zekerheid Leiden was het 17e seizoen van de club sinds de heroprichting als Zorg en Zekerheid Leiden, genoemd naar de gelijknamige zorgverzekeraar.
Het seizoen 2022-2023 werd er weer deelgenomen aan de FIBA Europe cup nadat in juni 2022 de eerste Bnxt titel was gewonnen, het laagste niveau, de FIBA Europe Cup.

## Team
Het seizoen 2018/19 is voor Coach Rolf Franke zijn eerste seizoen bij de club. Voor assistent-coach Bert Samson is het eveneens het eerste seizoen. Van de selectie uit het seizoen 2017–18 keerden de Nederlanders Worthy de Jong, Marijn Ververs, Mohamed Kherrazi, de Amerikaan Clayton Vette en de Surinamer Sergio de Randamie terug. Carrington Love besloot aanbiedingen van de club naast zich neer te leggen en een stap hogerop te zoeken. Ook Alexandru Olah Floris Versteeg en Jessey Voorn vertrokken. Voor deze spelers werd vervanging gevonden in Maurice Watson Jr., Kenneth Simms en Darius Thompson.

### Diepte van de Bank
| Pos. | Startende 5        | Bank               |  |  |  |
| ---- | ------------------ | ------------------ |  |  |  |
| C    | Kenneth Simms      | Sergio de Randamie |  |  |  |
| PF   | Clayton Vette      |                    |  |  |  |
| SF   | Mohamed Kherrazi   |                    |  |  |  |
| SG   | Worthy de Jong     | Darius Thompson    |  |  |  |
| PG   | Maurice Watson Jr. | Marijn Ververs     |  |  |  |

### Transfers
| Speler             | Komt van                    |
| ------------------ | --------------------------- |
| Darius Thompson    | Western Kentucky University |
| Kenneth Simms      | Kataja Basket               |
| Maurice Watson Jr. | Creighton                   |

| Speler             | Vertrokken naar            |
| ------------------ | -------------------------- |
| Jessey Voorn       | New Heroes Basketball      |
| Floris Versteeg    | Dutch Windmills            |
| Rens Butter        | –                          |
| Carrington Love    | Kangoeroes Basket Mechelen |
| Alexandru Olah     | –                          |
| Okke Hoonhout      | –                          |
| Leratho Biekman    | –                          |
| Sake Hoogsteden    | –                          |
| Marc Knepa         | –                          |
| Shayron Juan Pedro | –                          |
| Naigel Onuhoa      | –                          |

## Voorbereiding
| 8 September 2018 20:30 | Limburg United | 81–84 | ZZ Leiden | Gemeentelijke sporthal Alverberg, Hasselt |  |
| 8 September 2018 20:30 |                |       |           |                                           |  |
| 8 September 2018 20:30 | {{{series}}}   |       |           |                                           |  |
|                        |                |       |           |                                           |  |

| 19 September 2018 20:00 | Zorg en Zekerheid Leiden |  | Kangoeroes Basket Mechelen | Vijf Meihal, Leiden |  |
| 19 September 2018 20:00 |                          |  |                            |                     |  |
| 19 September 2018 20:00 | {{{series}}}             |  |                            |                     |  |
|                         |                          |  |                            |                     |  |

| 22 September 2018 20:00 | Zorg en Zekerheid Leiden |  | Feyenoord Basketbal | Vijf Meihal, Leiden |  |
| 22 September 2018 20:00 |                          |  |                     |                     |  |
| 22 September 2018 20:00 | {{{series}}}             |  |                     |                     |  |
|                         |                          |  |                     |                     |  |

| 23 September 2018 16:00 | New Heroes Basketball |  | Zorg en Zekerheid Leiden | Maaspoort Sports & Events, Den Bosch |  |
| 23 September 2018 16:00 |                       |  |                          |                                      |  |
| 23 September 2018 16:00 | {{{series}}}          |  |                          |                                      |  |
|                         |                       |  |                          |                                      |  |

| 26 September 2018 20:00 | Zorg en Zekerheid Leiden |  | New Heroes Basketball | Vijf Meihal, Leiden |  |
| 26 September 2018 20:00 |                          |  |                       |                     |  |
| 26 September 2018 20:00 | {{{series}}}             |  |                       |                     |  |
|                         |                          |  |                       |                     |  |

| 29 September 2018 20:00 | Zorg en Zekerheid Leiden |  | Limburg United | Vijf Meihal, Leiden |  |
| 29 September 2018 20:00 |                          |  |                |                     |  |
| 29 September 2018 20:00 | {{{series}}}             |  |                |                     |  |
|                         |                          |  |                |                     |  |

## Supercup
Supercup 2018
| 6 oktober 2018 19:30 | Donar |  | ZZ Leiden | MartiniPlaza, Groningen |  |
| 6 oktober 2018 19:30 |       |  |           |                         |  |
| 6 oktober 2018 19:30 |       |  |           |                         |  |
|                      |       |  |           |                         |  |

Apollo Amsterdam · New Heroes Den Bosch  · Donar · Aris Leeuwarden · ZZ Leiden · Feyenoord Basketbal · BAL · Landstede Basketbal · Den Helder Suns · Dutch Windmills